# Мочалова, Виктория Валентиновна
Викто́рия Валенти́новна Мочало́ва (род. 7 мая 1945, Москва) — советский и российский филолог-славист, кандидат филологических наук, сотрудник Института славяноведения с 1973 года. Руководитель центра иудаики «Сэфер».

## Биография
Родилась 7 мая 1945 года в Москве.
Окончив в 1968 году филологический факультет МГУ, поступила в аспирантуру Института славяноведения. В 1975 году защитила кандидатскую диссертацию по теме: «Идейно-стилевое своеобразие польской прозы и драматургии второй половины XVI — первой половины XVII веков». В 1973—1994 годах заведовала отделом литературоведения и культуры журнала «Славяноведение» (до 1992 года — «Советское славяноведение»), член редколлегии журнала.
Историк польской и чешской литературы, исследователь литературных связей и межкультурного диалога. Итогом длительных полонистических исследований Виктории Мочаловой стала монография. Впоследствии наряду с польской литературой занималась проблемами поэтики, изучением межславянских и иудео-славянских контактов в восточноевропейском регионе. Опубликовала ряд работ об отражении в литературе исторических событий и стереотипов национального восприятия.
Участвовала в подготовке коллективных трудов Института славяноведения «Писатели Народной Польши» (М., 1976), «Литературные связи и литературный процесс. Из опыта славянских литератур» (М., 1986), «Функции литературных связей. На материале славянских и балканских литератур» (М., 1992), «Studia Polonica. К 60-летию Виктора Александровича Хорева» (М., 1992), «Очерки истории культуры славян» (М., 1996), «История литератур западных и южных славян» (М., 1997. Т. 1-2).

## Семья
Была замужем за Борисом Михайловичем Носиком, сын — Антон Носик, второй муж — художник Илья Кабаков.
Занимается своей генеалогией, создала сайт семейств Керштейнов и Марголиных и является его администратором

## Награды
- Золотой Крест Заслуги (31 июля 2013 года, Польша)[3]
- Медаль «Amicus Poloniae»
- Премия РАН и ПАН за вклад в науку (2008)
- Премия ФЕОР за 2013 год в номинации «Аидыше маме»

## Работы
- Мир наизнанку: Народно-городская литература Польши XVI—XVII в. — М., 1985.
- Miejsce anonimowej prozy plebejskiej w rosyjsko-polskich związkach literackich XVII w. // Tradycja i współczesność: Powinowactwa literackie polsko-rosyjskie. — Wrocław [i i.], 1978.
- Гротескно-фантастический жанр новин польских совизжалов (истоки, традиции, значения) // Славянское барокко: историко-культурные проблемы эпохи. — М., 1979.
- «Низовое барокко» в Польше: драматургия и поэзия // Барокко в славянских культурах. — М., 1982.
- Русско-польские литературные связи XVII—XVIII вв. и становление личностного начала в русской литературе // Литературные связи и литературный процесс: из опыта славянских литератур. — М., 1986.
- «Иррациональный гротеск» в польской и русской советской литературе 20—30-х годов // Сравнительное литературоведение и русско-польские литературные связи в XX веке. — М., 1989.
- Еcha poezij Jana Kochanowskiego w literaturze rosyjskiej // Jan Kochanowski, 1584—1984: Epocha — Twórczość — Recepcja. — Lublin, 1989. — T. 2.
- Этапы развития повествовательных жанров в польской литературе XII—XVI в. // Развитие прозаических жанров в литературах стран Центральной и Юго-Восточной Европы. — М., 1991.
- Nieznany egzemplarz siedemnastowiecznego wydania polskiego Sowizrzała odnaleziony w Moskwie a problem edycji naukowej tego utworu // Problemy edytorskie literatur słowiańskich. — Wrocław, 1991.
- Трансформация воспринимаемого в процессе литературных связей // Функции литературных связей: на материале славянских и балканских литератур. — М., 1992.